# Lincolnovo centrum
Lincoln Center for the Performing Arts (zkracováno jako Lincoln Center, v češtině pak Lincolnovo centrum) je komplex budov o rozloze 16,3 akrů (6,6 hektarů) ve oblasti Lincoln Square na Upper West Side na Manhattanu. Má třicet vnitřních i venkovních prostor a ročně jej navštíví 5 milionů návštěvníků. Sídlí zde mezinárodně uznávané organizace múzických umění včetně Newyorské filharmonie, Metropolitní opery, New York City Ballet, Chamber Music Society of Lincoln Center a Juilliard School.

## Historie
V roce 1955 se první městskou institucí, která se zavázala podílet na projektu obnovy Lincoln Square, stala právnická fakulta Fordhamovy univerzity. Cílem bylo oživit západní část města novým komplexem scénických umění, z něhož se později stalo Lincoln Center for the Performing Arts. V roce 1961 byla Fordhamova právnická fakulta první budovou, která byla otevřena v rámci projektu obnovy a v roce 1968 přivítala své první studenty Fordham College at Lincoln Center.
Výstavba bytového domu na adrese 3 Lincoln Center, dokončeného v roce 1991 podle návrhu Lee Jablina z Harman Jablin Architects, umožnila rozšíření Juilliard School a School of American Ballet.
Kulturní instituce centra od té doby využívají také prostory umístěné mimo hlavní areál. V roce 2004 se centrum rozšířilo o nově vybudované prostory Jazz at Lincoln Center, Frederick P. Rose Hall, v novém Time Warner Center, které se nachází o několik bloků jižněji. V březnu 2006 zahájilo centrum výstavbu rozsáhlého plánu přestavby, který modernizoval, renovoval a zpřístupnil jeho areál. Přestavba byla dokončena v roce 2012 dostavbou prezidentského mostu přes Západní 65. ulici.

## Rezidenční organizace
Centrum slouží jako domov pro jedenáct rezidenčních uměleckých organizací:
- Lincoln Center for the Performing Arts, Inc.
- The Chamber Music Society of Lincoln Center
- Film at Lincoln Center (sponsor of the New York Film Festival)
- Jazz at Lincoln Center
- Juilliard School
- Lincoln Center Theater
- Metropolitan Opera
- New York City Ballet
- New York Philharmonic
- New York Public Library for the Performing Arts
- School of American Ballet